# Consorcio Regional de Transportes de Madrid

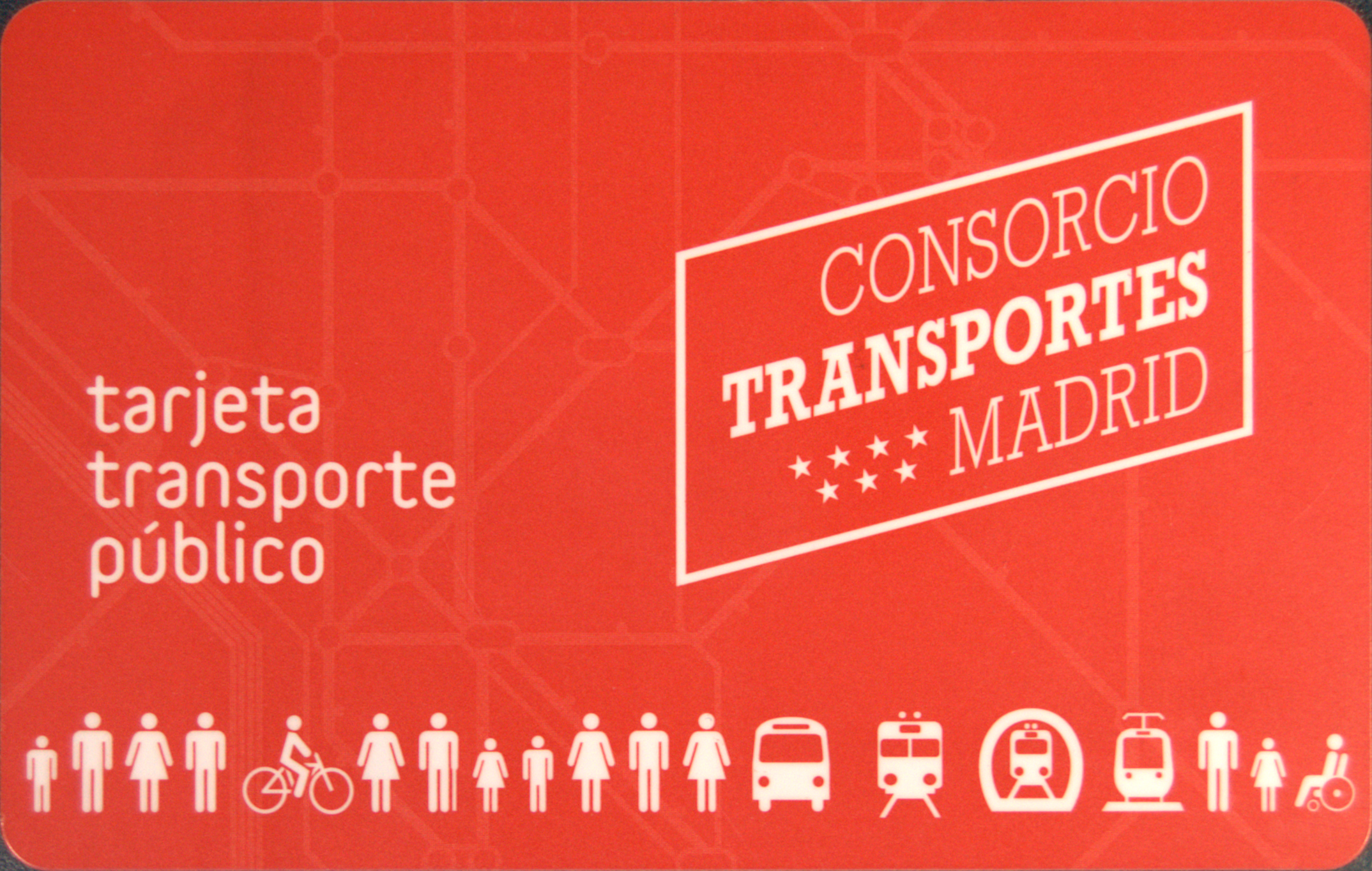
Bilhete do Comunidade de Madrid

Consorcio Regional de Transportes de Madrid é uma empresa pública fundada em 16 de dezembro de 1985 responsável pela coordenação dos transportes na região metropolitana de Madrid, Espanha. A empresa está ligada a "Ayuntamiento de Madrid" e a "Comunidade de Madrid".
É sua a responsabilidade de definir as tarifas dos transportes públicos madrilenhos.